# Palm Island
Palm Island è un'isola del Mar dei Caraibi, nell'arcipelago delle Grenadine. Fa parte dello Stato di Saint Vincent e Grenadine e si trova a est di Union island. Originariamente era conosciuta con il nome di Ile Prune (in francese) o Prune Island (in inglese).

## Descrizione
L'isola si presenta piatta, ad eccezione di tre piccole alture ben distanziate, e rispetto alle sue ridotte dimensioni è circondata da cinque spiagge di sabbia corallina, nonché da una lunga barriera corallina che tende a racchiudere l'intera isola.
L'isola, anticamente disabitata, fu acquistata da un navigatore di origini texane, John Caldwell, che la ribattezzò nell'attuale nome e vi costruì alcune strutture, ottenendo una concessione dal governo di novantanove anni. Alla sua morte l'intera struttura fu rilevata e riammodernata da una società privata, che la trasformò in un albergo di lusso.